# Open Invention Network
L'Open Invention Network (OIN) è un'azienda LLC che acquista brevetti e li rilicenzia gratuitamente a enti che, a loro volta, si impegnano a non esercitare i propri brevetti contro sistemi e applicazioni Linux e sistemi analoghi.

## Storia
La società ha sede a Durham (in Carolina del Nord, Stati Uniti d'America) e fu fondata il 10 novembre 2005 da IBM, Novell, Philips, Red Hat, e Sony. NEC divenne membro successivamente. L'amministratore delegato è Keith Bergelt.
OIN possiede i brevetti per i servizi web di Commerce One, precedentemente acquistati da Novell per 15,5 milioni di dollari, che coprono diversi processi fondamentali nel commercio elettronico business-to-business usati attualmente.
I fondatori di OIN intendono scoraggiare le minacce legali rivolte contro Linux e le applicazioni ad esso legate, in modo da proteggere il software libero. Nell'aprile del 2010 OIN contava più di 100 aziende licenziate (licensee).
La lista delle tecnologie che OIN considera fondamentali secondo Mark Webbink (Red Hat) includono Apache, Eclipse, Evolution, Fedora Directory Server, Firefox, GIMP, GNOME, KDE, Mono, Mozilla, MySQL, Nautilus, OpenLDAP, OpenOffice.org, Perl, PostgreSQL, Python, Samba, SELinux, Sendmail, e Thunderbird.
Il 26 marzo 2007, Oracle ha preso parte al portafoglio OIN, quindi impegnandosi a non esercitare brevetti contro sistemi GNU/Linux compresi i concorrenti MySQL e PostgreSQL quando usati come parte di un sistema GNU/Linux.
Il 7 agosto 2007, anche Google ha preso parte di OIN come licensee, seguito il 2 ottobre 2007 da Barracuda Networks e il 23 marzo 2009 da TomTom.
Il 20 dicembre 2010 prende parte a OIN il gruppo The Document Foundation, nato alla creazione di LibreOffice, fork di OpenOffice.org, e il giorno seguente anche KDE si unisce a OIN.